# فهمی هویدی
محمود فهمی عبد الرزاق هویدی (تاریخ۲۹ اوت ۱۹۳۷ ب الصف، استان جیزه -) معروف به فهمی هویدی، کاتب و روزنامه‌نگار و متفکر اسلامی مصری با گرایش‌های قومی و ناصری است. پدر او از افراد مذهبی اخوان بوده و خود او نیز بیشتر در چهارچوب اصلاح‌گری اسلامی معروف است. او از شخصیت‌های برجسته و مشهور مصر و از نویسندگان در روزنامه‌های مشهور عربی مانند شرق الاوسط است. 

## تجارب
دانش‌آموخته رشته حقوق دانشگاه قاهره سال ۱۹۶۰، و مقاله‌نویس در الأهرام از سال ۱۹۵۸ تا ۱۹۶۵ سال ۱۹۷۶ به تحریریه مجلة العربی کویت پیوست و مدیر آن شد. سپس در مجلة «ارابیا» انگلیسی لندن ۱۹۸۳ پیوست.
مطلب هفتگی او در أهرام سه شنبه‌ها و در الشرق الأوسط چهارشنبه‌ها چاپ می‌شود.
مطالب او سه شنبه‌ها در لبنان، امارات متحده عربی، قطر، عمان، بحرین، اردن، کویت و در مصر منتشر می‌شود. او گفتگوها و مناطره‌های تلویزیونی متعدد با شبکه‌های عربی و بین‌المللی داشته‌است.. یکی از مطلب او که در رسانه‌های عربی بازتاب گسترده داشت هشدار او در سال ۲۰۰۸ در خصوص گم شدن هویت عربی در حاشیه جنوبی خلیج فارس بود. استاد فهمی هویدی نویسنده مشهور عرب به طعنه با اشاره به کثرت ساکنان غیر عرب، کشورهای عربی خلیج فارس، در روزنامه شرق الاوسط و در مصاحبه با الجزیره اعلام کرده‌است. در چند سال آینده عرب‌ها در میان انبوه جمعیت غیر بومی گم خواهند شد؛ و از زبان عربی خبری نخواهد بود. پروفسور فهمی هویدیدر شرق الاوسط ۱۳/۱۲/۲۰۰۶ که بسیار مورد توجه رسانه‌های عربی قرار گرفت در موضوع بحران هویت چنین نوشته‌است: " چند روز در امارات بودم و متوجه شدم که فقط می‌توانم با تعداد اندکی از نزدیکانم عربی صحبت کنم و نگرانی من زمانی جدی شد که بر اطلاعاتم افزودند و گفتند در مدارس و دانشگاه‌ها نیز زبان عربی در حال از میان رفتن است و فقط دروس در حد صرف و نحو به عربی ارائه می‌شود و شنیدم که مکاتبات رسمی نیز با انگلیسی در ادارات انجام می‌شود این فقط مشکل امارات نیست بلکه به استثنای عربستان سعودی همه کشورهای ساحل عربی خلیج (فارس) را در بر می‌گیرد این همان مطلب ابن خلدون است که می‌گوید ملت مغلوب از فرهنگ ملت غالب پیروی می‌کند. سازمانهای حقوق بشری مرتب برای این مهاجرین حقوق و امتیازاتی قائل می‌شوند تصور بکنید چه چیزی از عروبت و فرهنگ عربی در خلیج (فارس) می‌ماند.»

## کتاب
- حدث فی أفغانستان.
- القرآن والسلطان.
- الإسلام فی الصین، سلسلة عالم المعرفة، الکویت، یولیو ۱۹۸۱.
- ایران از داخل - ۱۹۸۸.
- أزمة الوعی الدینی - ۱۹۸۸.
- مواطنون لاذمیون - ۱۹۹۰.
- حتی لا تکون فتنة - ۱۹۹۲.
- الإسلام والدیمقراطیة - ۱۹۹۳.
- التدین المنقوص - ۱۹۹۴.
- المفترون: خطاب التطرف العلمانی فی المیزان - ۱۹۹۶.
- إحقاق الحق - ۱۹۹۸.
- المقالات المحظورة - ۱۹۹۸.
- مصر ترید حلا - ۱۹۹۸.
- تزییف الوعی - ۱۹۹۹.
- طالبان: جندالله فی المعرکة الغلط - ۲۰۰۱.
- عن الفساد وسنینه - ۲۰۰۶.
- خیولنا آلتی لاتصهل - ۲۰۰۷.

## مطالعه بیشتر
- أرشیف لبعض مقالاته
- مقالات فی الشرق القطریة
- حوار معه فی موقع جریدة التجدید
- حوار معه فی صحیفة المصری الیوم: مبارک لیس فلتة
- حوار معه فی جریدة العربی الناصری
- أزمة قدیمة: هویدی یوقف مقالاته للأهرام بسبب حذفها دون علمه
- بروفیل عن هویدی، الاهرام ویکلی الإنجلیزیة